# Corbin Fisher
Corbin Fisher est un studio américain de production de vidéos centré sur la pornographie gay.

## Historique
Le fondateur de Corbin Fisher, Jason Gibson, filmait des hommes le week-end, à côté de son travail dans les assurances. En juin 2004, il crée le site CorbinFisher.com. Il commence à proposer des solos (acteurs filmés seuls se masturbant), puis des duos.
Le studio se spécialise dans les étudiants de type sportif, présentés comme des hétérosexuels acceptant de jouer de la pornographie gay contre rémunération. Il sort des DVD, qui sont distribués par l'éditeur Bruno Gmünder, qui publie aussi des livres de photos du studio.
En février 2011, le studio s'installe à Las Vegas.
Son activité s'étend aussi à la pornographie bisexuelle et hétérosexuelle avec les sites GuysGoneBi.com et CorbinsCoeds.com.

## Récompenses
- Cybersocket Awards 2006 : meilleur site adulte gay[7]
- XBIZ Award 2011 : site gay de l'année[6]